# Hasnyálmirigy-átültetés
A  hasnyálmirigy-átültetés a szervátültetések közé tartozik, melynek során működőképes hasnyálmirigyet vagy -ritkábban- hasnyálmirigy szigetsejteket ültetnek be egy általában cukorbetegségben szenvedő személybe. Mint a szervátültetéseknél általában, az átültetett szerv illetve szövet származhat egészséges hasnyálmiriggyel bíró, visszafordíthatatlan agykárosodást szenvedett frissen elhunyt donorból, ritkán élő donorból. Utóbbi esetben természetesen a donor ("adó") személy hasnyálmirigyének csak egy részletét ültetik át a recipiens ("kapó") szervezetébe. Ezekben az esetekben ugyanabba a fajba tartozó (ember)különböző egyedek között történik az átültetés (allotranszplantáció) Speciális esetben sor kerülhet úgynevezett autotranszplantációra is, amikor a beteg egyébként károsodott működésű hasnyálmirigyének ép szigetsejtjeit ültetik vissza a hasnyálmirigy eltávolítása és a szigetsejtek szeparálása után. A más fajból emberbe való átültetés (xenotranszplantáció) a hasnyálmirigy esetében nem működik.
A hasnyálmirigynek két életfontos működése van, a hormontermelés és az emésztőnedv termelés. A hormonok közül kiemelt jelentőségű a szigetsejtek által termelt inzulin. Az inzulin hiánya okozza az egyik leggyakoribb emberi megbetegedés, a cukorbetegség egyik – általában fiatalabb életkorban jelentkező, emiatt fiatalkorinak is nevezett – típusát, melynek lényege, hogy az úgynevezett Langerhans-szigetek inzulintermelő béta sejtjei – általában autoimmun mechanizmussal – elpusztulnak.
Mivel az inzulin hiánya hosszabb távon az élettel összeegyeztethetetlen, ezek a betegek életük végéig inzulinpótlásra szorulnak. Az inzulin szervezetbe juttatása általában a bőr alá – ritkán a véráramba – történik, rendszerint naponta többszöri, egyénre és részben szituációra szabott, de végső soron csak becsült, az aktuális igényt nem pontosan követő adagokban. Kézenfekvőnek tűnik, az inzulint termelő sejtek pótlása. Azonban az átültetés nyereségét nagyban korlátozza, hogy a másik személytől származó sejtek illetve szövet (graft) ellen a szervezet immunválasszal reagál. Ha a befogadó szervezet immunreakciója sikeres, a graft elpusztul és kilökődik. Ennek az ebben az esetben káros immunreakciónak az elnyomása (immunszupresszió) bonyolult, költséges, és veszélyekkel bíró. Utóbbi hátrányok meghaladják az öninjekciózás szükségtelené válásának és a jobb cukorháztartásnak az előnyeit, emiatt az átültetés legtöbbször csak akkor jön szóba, ha egyébként is immunszupresszióra szorul a beteg, például egyidejű veseelégtelenség miatt veseátültetés is történik.
A hasnyálmirigy emésztőenzim termelésének pótlása jelenleg nem képezi a beavatkozás javallatát, mivel – amennyiben a hasnyálmirigy ezeket nem termeli – az enzimek pótlása, és a megfelelő étrend betartása lényegesen egyszerűbb és veszélytelenebb, mint az átültetés és a követő immunszupresszió kockázatai. Az átültetett hasnyálmirigy emésztőenzimjeire legtöbbször nincs szükség, mivel a kapó szervezet hasnyálmirigye termeli ezeket.
Ha egész hasnyálmirigyet ültetnek át, és nincs valamilyen ritka, speciális ok a kapó hasnyálmirigyének eltávolítására, azt természetesen a helyén hagyják. A hasnyálmirigyet a szokványos helyétől eltérő helyre ültetik, a beültetett hasnyálmirigyben termelődő emésztőenzimeket a bélrendszerbe, esetleg a húgyhólyagba vezetik.

## Főbb fajtái
a.) Hasnyálmirigy önálló átültetése. Hátrányait lásd fentebb. Úgy tűnik, hogy általánosságban az élettanihoz jobban közelítő vércukorszintek haszna nem haladja meg a beavatkozáshoz köthető hátrányokat. Elsősorban akkor jöhet szóba, ha az inzulin megfelelő pótlása csődöt mond, és a próbálkozások ellenére a vércukorszint életveszélyes ingadozásokat mutat.
b.) Vese és hasnyálmirigy együttes átültetése ugyanabból az elhunyt donorból.
c.) Veseátültetés után később hasnyálmirigy-átültetés.
d.) Egyidejű élő donor vese (legtöbbször valamelyik egyenes ági rokon) és elhunyt donorból származó hasnyálmirigy-átültetés.
Utóbbi esetekben (b., c., d.) az előzőleg átültetett vese védelmében a beteg egyébként is immunszupresszív kezelést kap, így a cukorbetegség hatásosabb és kényelmesebb kezelésére a műtéti kockázattól eltekintve komolyabb járulékos veszély nélkül tehetünk kísérletet.

## Ellenjavallatok
Ellenjavallják a beavatkozást mindazok a betegségek és állapotok, melyek fennállásakor a várható haszon és a beavatkozás veszélyei az utóbbiak javára kiegyenlítetlenek.

## Szövődmények
a.) Műtéti és technikai szövődmények:
Például vérzés, altatási szövődmények, hasnyálmirigy gyulladás, a műtéti terület fertőződése, a szerv elégtelen megtapadása például vérellátási problémák miatt stb.
b.) A beültetett szerv pusztulása a befogadó szervezet immunvédekezése miatt:
A befogadó szervezetnek az idegen személyből származó szövet elleni immunvédekezését nem mindig sikerül leküzdeni. A graft pusztulása elleni védekezés első lépése a befogadóhoz minél jobban hasonlító immunológiai sajátságokkal rendelkező donor választása, másrészt az immunreakció elnyomása. (Utóbbi célt szolgáló gyógyszerek például a cyclosporin, az azathioprine, a corticosteroidok, a tacrolimus és a mycophenolate mofetil.)
c.) Fertőzések:
A szervátültetéssel járó immunszupresszió a szervezetet fogékonyabbá teszi bizonyos -normális esetben esetenként ártalmatlan- fertőzésekkel szemben, ami akár végzetes megbetegedés kialakulásához vezethet.